# 마리나사우스피어역

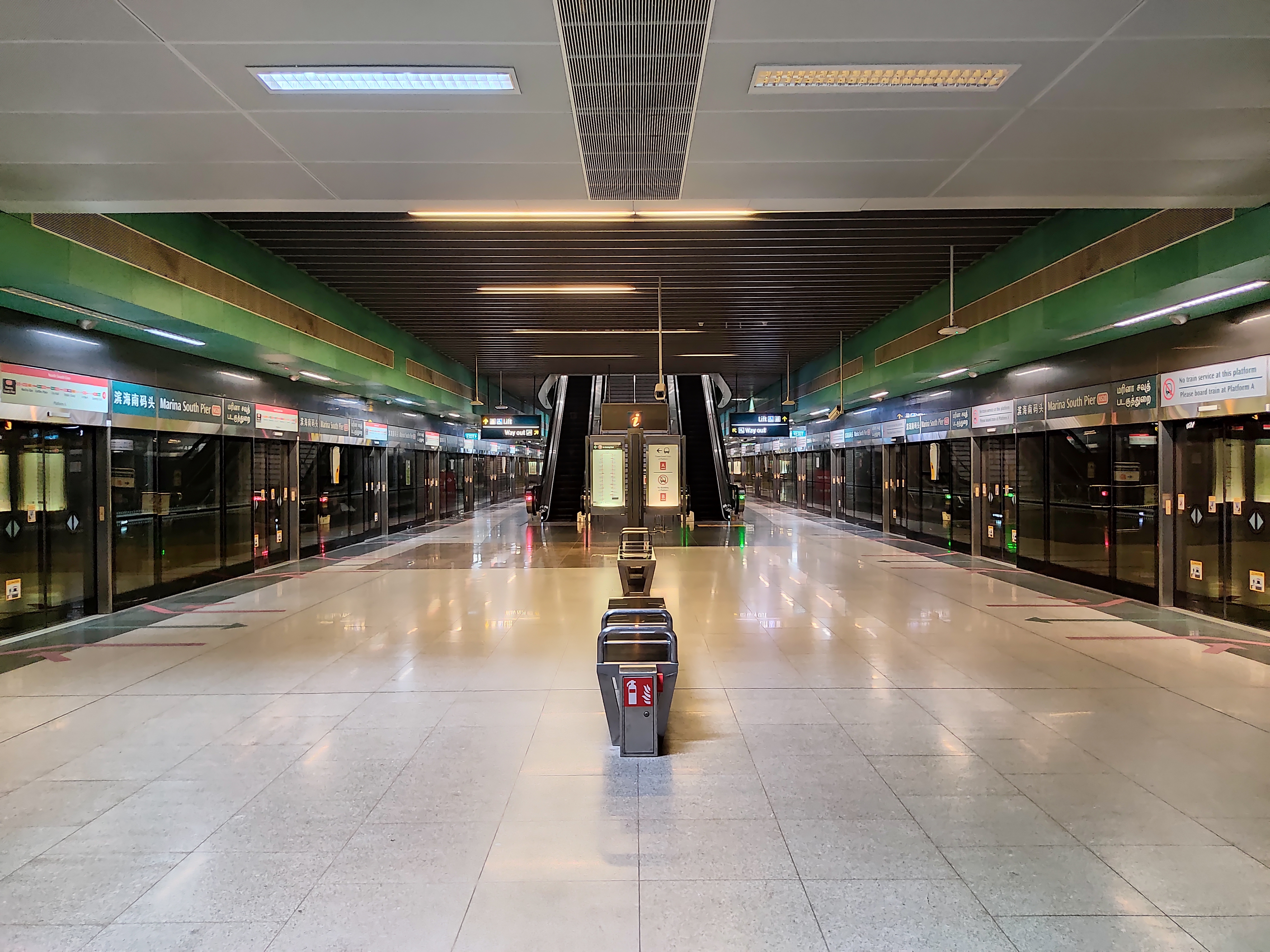

마리나사우스피어역(Marina South Pier MRT station)은 SMRT 트레인스가 운영하는 싱가포르 스트레이츠 뷰(Straits View)에 있는 지하 MRT(Mass Rapid Transit) 역이다. 1킬로미터(0.62마일)의 노스이스트선(NSL) 연장선의 일부로 건설된 이 노선의 남쪽 종점이다. 이름에서 알 수 있듯이 역은 마리나 사우스 피어(Marina South Pier) 옆에 있으며 마리나 사우스 피어(Marina South Pier) 역에서 도보로 약 5분 거리에 있는 싱가포르 마리나 베이 크루즈 센터(Marina Bay Cruise Center Singapore)와 가깝다.
2008년 육상 운송 마스터 플랜의 일부로 처음 발표된 확장 공사는 2014년 11월 22일에 완료되었다. 이 역에는 대중교통 예술 작품 2점이 있으며, 그 중 하나인 싱가포르 태피스트리는 육상 운송국(Land Transport Authority, LTA)의 일환으로 의뢰되었다. LTA가 건국 50주년을 맞아 싱가포르에 선물했다.